# Complotto di famiglia (programma televisivo)
Complotto di famiglia è un programma televisivo italiano di genere candid camera, che va in onda su Canale 5 dal 19 settembre 1994 al 23 giugno 1995, condotto da Alberto Castagna.

## La trasmissione
Trasmesso dallo Studio 2 del Centro Safa Palatino a Roma (lo stesso del precedente show di Castagna Sarà vero?), Complotto di famiglia è basato sull'utilizzo della candid camera, genere molto sfruttato all'inizio degli anni novanta; su modello di Scherzi a parte, alcuni protagonisti (personaggi comuni) sono inconsapevoli vittime di alcuni scherzi, ripresi da telecamere nascoste allo scopo di osservare le reazioni in condizioni di stress particolare, provocate da decisioni da prendere sul momento o dalla trasfigurazione della realtà. Capita così che ad un protagonista venga fatto credere di avere erroneamente 200 milioni di lire sul proprio conto corrente, o ad un cuoco di un villaggio turistico che la sua cucina provochi un'intossicazione alimentare a tutti gli ospiti presenti in sala.
In studio, il conduttore mostra la candid camera a coloro che segnalano alla redazione la vittima e gli scherzi da proporre, parenti e amici del soggetto, dividendola in diversi spezzoni e chiedendo ai suoi ospiti come, secondo loro, il loro conoscente reagisca in quella situazione. I comportamenti del protagonista del filmato vengono poi giudicato al termine del filmato, e i familiari della "vittima" decidono se premiare le reazioni del loro caro o "punirlo" con una torta in faccia.

### Collocazione in palinsesto
La trasmissione va in onda nel primo pomeriggio, dal lunedì al venerdì a partire dalle ore 14:05, e prende il posto di Sarà vero?, quiz andato in onda nella medesima fascia oraria durante l'anno precedente e sempre condotto da Alberto Castagna. Con quest'ultima trasmissione ha in comune il produttore esecutivo (Giuseppe Feyles) e gli autori, cioè lo stesso Castagna insieme a Paolo Taggi e Pasquale Romano.
Dal mese di gennaio 1995, la trasmissione comincia a essere trasmessa saltuariamente la domenica alle ore 20:30.
Il programma non sarà riproposto nella successiva stagione televisiva, e sarà sostituito da un altro programma condotto da Castagna: Casa Castagna.

### Accoglienza e critiche
La trasmissione ottiene un discreto successo d'ascolto, ottenendo una media del 20% di share e circa 2 milioni di telespettatori; tuttavia, la trasmissione non viene riconfermata per la stagione successiva anche per le critiche che le vengono mosse, accusata di approfittare degli ignari protagonisti, strumentalizzandoli per fini televisivi. In realtà, i soggetti delle storie devono rilasciare una liberatoria per concedere la trasmissione delle immagini che in media in tre casi su dieci non viene concessa, rendendo così inutilizzabili una buona parte delle oltre 400 candid camera realizzate.
Gli autori vengono contestati anche per la crudeltà degli scherzi proposti, come nel caso di una madre a cui viene fatto credere di non essere la madre naturale di suo figlio. Tuttavia, sia il conduttore che l'autore Paolo Taggi specificano che il programma viene finalizzato a riproporre dei comportamenti sociali e studiarne le reazioni, respingendo le accuse di TV spazzatura.
Altre polemiche vengono mosse da Vladimir Luxuria, all'epoca presidente dell'Associazione Mario Mieli, che contesta l'utilizzo dell'omosessualità in uno degli scherzi proposti dalla trasmissione nel quale, nello specifico, il figlio della vittima presenta in casa il proprio compagno dello stesso sesso.
Il programma viene anche candidato all'edizione 1995 dei TeleRatti, evento proposto da Videomusic in antitesi ai più noti Telegatti, che premia i peggiori programmi televisivi dell'anno.
Il dibattito sulla legittimità della trasmissione viene acceso soprattutto in Francia, dove ne viene realizzata una versione locale.